# إتيان بارينت
إتيان بارينت هو صحفي ومحامي وسياسي كندي، ولد في 2 مايو 1802 في مدينة كيبك في كندا، وتوفي في 22 ديسمبر 1874 في أوتاوا في كندا.